# Пушкин, Лев Сергеевич
Лев Серге́евич Пу́шкин (9 (21) апреля 1805, Москва — 19 [31] июля 1852, Одесса) — младший брат А. С. Пушкина и его литературный секретарь. Майор, надворный советник.

## Биография
Младший сын Сергея Львовича Пушкина, отставного военного, и Надежды Осиповны Ганнибал, внучки Абрама Петровича Ганнибала. Родился, как и его брат Александр, в Москве, в Большом Харитоньевском переулке, в доме графа Санти. Был у родителей самым любимым ребёнком, баловнем. В своих письмах Сергей Львович называл сына Льва «своим Вениамином».
Семья переехала в Санкт-Петербург после окончания наполеоновских войн (1814 г.) и поселилась в Адмиралтейской части города, рядом с Сенной площадью.
В 1815 году поступил в Главное немецкое училище при лютеранской церкви Св. Петра. Затем учился в пансионе при Царскосельском лицее, а с 1817 года — в Благородном пансионе при Главном педагогическом институте. Из-за участия в протесте против увольнения преподавателя словесности Вильгельма Кюхельбекера, друга А. С. Пушкина, он был исключён из пансиона в 1821 году.
В период ссылки брата Александра на юг России в 1820—1824 годах Лев Пушкин выполнял его многочисленные поручения, связанные с издательскими, литературными и личными делами. Опубликованы десятки писем, которыми обменивались братья в это время. Правда, Лев не оправдал надежды брата. Беспечный, безалаберный и легкомысленный, он не видел разницы между своими и чужими деньгами. В дальнейшем он окончательно запутал денежно-издательские дела брата; в 1825 году по его вине сильно запоздало издание первого сборника стихотворений Пушкина. Понимая, что брат самая неподходящая персона для ведения издательских дел, Пушкин передал их своему другу Петру Плетнёву.
Общение Пушкина с братом продолжалось всю жизнь поэта. Со Львом Сергеевичем связаны стихотворения «Брат милый, отроком расстался ты со мной» (1823), «Послание к Л. Пушкину» (1824) и другие произведения. Обладая феноменальной памятью, Лев Сергеевич запоминал стихи и целые поэмы с одного прочтения. «С ним, — как утверждал после его смерти П. А. Вяземский, — можно сказать, погребены многие стихотворения брата его не изданные, может быть даже и не записанные, которые он один знал наизусть». Племянник Антона Дельвига Андрей Андреевич Дельвиг, видевший Льва Пушкина в салоне своего дяди, вспоминал:

Он был остроумен, писал хорошие стихи, и, не будь он братом такой знаменитости, конечно, его стихи обратили бы в то время на себя общее внимание. Лицо его белое и волосы белокурые, завитые от природы. Его наружность представляла негра, окрашенного белою краскою.
Брат милый, отроком расстался ты со мной, 

В разлуке протекли медлительные годы. 

Теперь ты юноша — и полною душой 

Цветешь для радостей, для света, для свободы. 

Какое поприще открыто пред тобой, 

Как много для тебя восторгов, наслаждений, 

И сладостных забот, и милых заблуждений! 

Как часто новый жар твою волнует кровь! 

Ты сердце пробуешь в надежде торопливой, 

Зовешь, вверяясь им, и дружбу и любовь.
В ноябре 1824 года Лев Пушкин поступил в Департамент духовных дел Министерства духовных дел и народного просвещения, но через два года вышел в отставку. Находился среди восставших на Сенатской площади 14 декабря 1825 года. Встретив там Кюхельбекера, он получил от него палаш, принадлежавший разоружённому толпой жандарму. Затем Кюхельбекер подвёл Льва к Александру Одоевскому и представил как «молодого солдата». В своих показаниях Кюхельбекер, правда, утверждал, что Лев Пушкин пришёл на площадь «из одного ребяческого любопытства».
В марте 1827 года определился юнкером в Нижегородский драгунский полк. Участвовал в русско-персидской и в русско-турецкой войнах, неотлучно находясь на театре боевых действий в 1827—1829 годах, был произведен за отличие в прапорщики. Затем был в отпуске до мая 1831 года, когда перешёл в Финляндский драгунский полк в чине штабс-капитана. Затем участвовал в польской кампании и в декабре 1832 года вышел в отставку в чине капитана, поселившись в Варшаве. Осенью 1833 года возвратился в Петербург, где служил чиновником особых поручений при Министерстве внутренних дел. Через три года поступил с чином штабс-капитана в Отдельный Кавказский корпус. Больше года он прожил в Тифлисе праздно, как и в Варшаве, не имея денег и делая долги.

В 1836 году был вновь зачислен в кавалерию и послан в Гребенский казачий полк. Будучи адъютантом Н. Н. Раевского, воевал в Большой Чечне. Там в марте 1837 года он узнал о смерти брата. Отчаянием наполнены строки его письма к другу: 

«Сам я получил только контузию, будучи вечно под пулями; бедный же брат мой погиб в это время от одной, ему обречённой. Несправедлива тут судьба, его жизнь необходима была семейству, полезна отечеству, а моя — лишняя, одинокая и о которой, кроме тебя и бедного отца моего, никто бы и не вздохнул».

Есть свидетельство, что друзьям с трудом удалось отговорить Льва Пушкина от его намерения ехать во Францию и стреляться с Дантесом. На Кавказе Лев Пушкин познакомился и близко сошёлся с Михаилом Лермонтовым. Они проводили много времени вместе и вместе изощрялись в остротах в обществе. В тайну дуэли Лев Сергеевич посвящен не был, но снял с убитого Лермонтова, на память, перчатку. В 1842 году в чине майора, награждённый орденами Св. Анны 3-й и 4-й степеней и Св. Владимира 4-й степени, уволился с военной службы и переехал в Одессу, где поступил на государственную службу в Одесскую портовую таможню.
По словам Н. Г. Тройницкого, в это время Лев Пушкин был «рыжеватый — с проседью мужчина, с баками, верхняя губа выдавалась вперед и обличала негритянское происхождение. Он был довольно плотный, росту ниже среднего, ходил переваливаясь и расставляя ноги, как и его великий брат, который был выше его ростом. Память у него была феноменальная. Вообще он был очень образованный человек, а русский язык знал и понимал до тонкости. В беседе он был очень остроумен и колок». В Одессе у Пушкина собиралось лучшее местное общество, бывали местные литераторы: Болеслав Маркевич, Яков Полонский и Н. Щербинин. Зимой 1851 года в его доме гостил Николай Гоголь.
20 апреля 1851 года по состоянию здоровья Пушкин был уволен в заграничный четырёхмесячный отпуск, который был продлён ещё на три месяца. Его мучала опухоль, которая перешла на низ живота, к довершению были приступы удушья и сердцебиения, сопровождавшиеся сильным беспокойством.
В таком состоянии он отправился для лечения в Париж, где познакомился с Проспером Мериме.
В Одессу он вернулся поздоровевшим, но прежний образ жизни вызвал обострение болезни.
19 (31) июля 1852 года в окружении друзей Лев Пушкин умер от водянки в своей квартире в доме на Ямской улице.
Его отпевали в Спасо-Преображенском соборе, после похоронили на первом (старом) городском кладбище.
Лев Пушкин по памяти восстановил утраченный текст шуточной сказки брата «Царь Никита и сорок его дочерей». Из его литературных трудов изданы «Биографическое известие об А. С. Пушкине до 1826 года», воспоминания о поэте в отдельных журнальных статьях и переписка братьев (более сорока писем). Все литературные материалы хранятся в Пушкинском доме в Санкт-Петербурге.
Долгое время Льву Пушкину приписывалось опубликованное в 1842 году стихотворение «Пётр Великий», которым восхищался Белинский. Однако по мнению современных литературоведов автор этого стихотворения — друг Льва Пушкина Михаил Юзефович.

## Личная жизнь
Судя по письмам Льва Пушкина, он был довольно влюбчив. Следом за братом был увлечён Анной Керн, влюблён был сильно, но безответно. Во время затянувшегося сватовства брата к Наталии Гончаровой, согласно дневнику А. Вульфа, хвастливо говорил, что если женитьба Александра на Гончаровой не состоится, то она станет его женой. Летом 1842 года, находясь в Святых Горах, он влюбился в соседку по имению Марию Осипову. Он собирался жениться на ней и даже сделал предложение, которое почти было принято. Но в последний момент передумал, вспомнив о своих долгах и неустроенности. Всю вину Лев Сергеевич возложил на своего отца, который одновременно с сыном имел виды на Осипову и ухаживал за ней. Простившись с Осиповыми «со слезами на глазах», Пушкин уехал в Киев, а затем — в Одессу, где вскоре женился.
Жена (с 13 октября 1843 года) — Елизавета Александровна Загряжская (15.12.1821 — 09.04.1895), единственная дочь симбирского губернатора Александра Михайловича Загряжского от его брака с Каролиной Осиповной Калиновской. Приходилась родственницей Наталье Гончаровой, с которой Лев поддерживал добрые отношения в течение всей своей жизни. Воспитывалась в Смольном институте, который окончила в 1839 году. По поводу её брака М. И. Осипова писала брату: «Лев Сергеевич женится в Одессе на Загряжской… У неё ничего нет, говорят, что она не хороша, маленького роста, черна и худа». Сам Пушкин писал отцу: 

«Не думайте, что я женюсь по причине пылкой влюбленности; я полагаю, это именно та особа, которая может осчастливить меня, поелику она воистину ангел кротости и доброты».
 По отзыву современников, Елизавета Александровна была «очень красивая и симпатичная блондинка, любившая веселиться в многолюдном обществе». Первые годы брака были счастливыми. Письма Пушкина к ней всегда были полны нежности. Но потом, по словам А. И. Дельвига, жена оставила Льва Сергеевича, так как он по-прежнему любил холостяцкую разгульную жизнь. Овдовев, чтобы определить детей на воспитание в казённые учреждения, уехала с ними в Москву. Лето жила в Болдинском имении мужа. По словам сына, «мать его, Елизавета Александровна, нехозяйственно управляла имением». В 1866 году он хлопотал о своем досрочном признании владельцем Болдина до достижения 21 года. В свои хлопоты по увольнению матери от обязанностей попечительницы Анатолий вовлек и сестер. Ольга была его единомышленницей, а Марию пришлось уговаривать. Елизавета Александровна умерла в бедности, в больнице для чернорабочих Санкт-Петербурга, похоронена «на казённый счет» на Охтинском кладбище.
В браке было четверо детей: Ольга (1844—1923; в первом браке Хоботова до 1869 г., во втором браке — Оборская); Анатолий (1846—1903); Софья (16.05.1847 — 1848) и Мария (1849—1928; воспитывалась в Смольном институте; в замужестве Нейкирх).